# Cépie
Cépie település Franciaországban, Aude megyében. Lakosainak száma 603 fő (2022. január 1.). Cépie Montclar, Pieusse, Pomas és Saint-Martin-de-Villereglan községekkel határos.

## Népesség
A település népességének változása:
| Lakosok száma | 292  | 318  | 413  | 622  | 659  | 676  | 646  | 623  | 615  | 603  |
|               | 1968 | 1982 | 1990 | 2006 | 2013 | 2015 | 2017 | 2019 | 2020 | 2022 |